# Negativicoccus
Negativicoccus es un género de bacterias gramnegativas y anaeróbicas de la familia Veillonellaceae.